# Infini
Infini – piętnasty album kanadyjskiej grupy Voivod (w tym dwunasty studyjny). Swoją premierę miał 23 czerwca 2009 roku.

## Lista utworów
1. „God Phones” - 5:07
2. „From the Cave” - 2:55
3. „Earthache” - 3:21
4. „Global Warning” - 4:41
5. „A Room with a V.U.” - 4:50
6. „Destroy After Reading” - 4:27
7. „Treasure Chase” - 3:38
8. „Krap Radio” - 3:45
9. „In Orbit” - 4:12
10. „Deathproof” - 3:35
11. „Pyramidome” - 4:28
12. „Morpheus” - 5:32
13. „Volcano” - 7:39

## Skład
- Michel „Away” Langevin – perkusja
- Denis „Snake” Belanger – śpiew
- Denis „Piggy” D’Amour – gitara elektryczna
- Jason „Jasonic” Newsted – gitara basowa